# Poulet tandoori
Pour les articles homonymes, voir Tandoori (homonymie).
Le poulet tandoori est un plat national traditionnel de la cuisine indienne, à base de poulet mariné avec un mélange de yaourt et d'épices tandoori masala, traditionnellement rôti selon la méthode tandoori, dans un four indien tandoor. 

## Histoire
Cette recette est créée par le chef-cuisinier indien Kundan Lal Gujral (en), originaire du Pendjab en Inde britannique, qui l'expérimente avec succès dans les années 1940 dans un restaurant de Peshawar. Il crée également avec succès le poulet au beurre (sa variante) en ajoutant du beurre et de la sauce tomate.

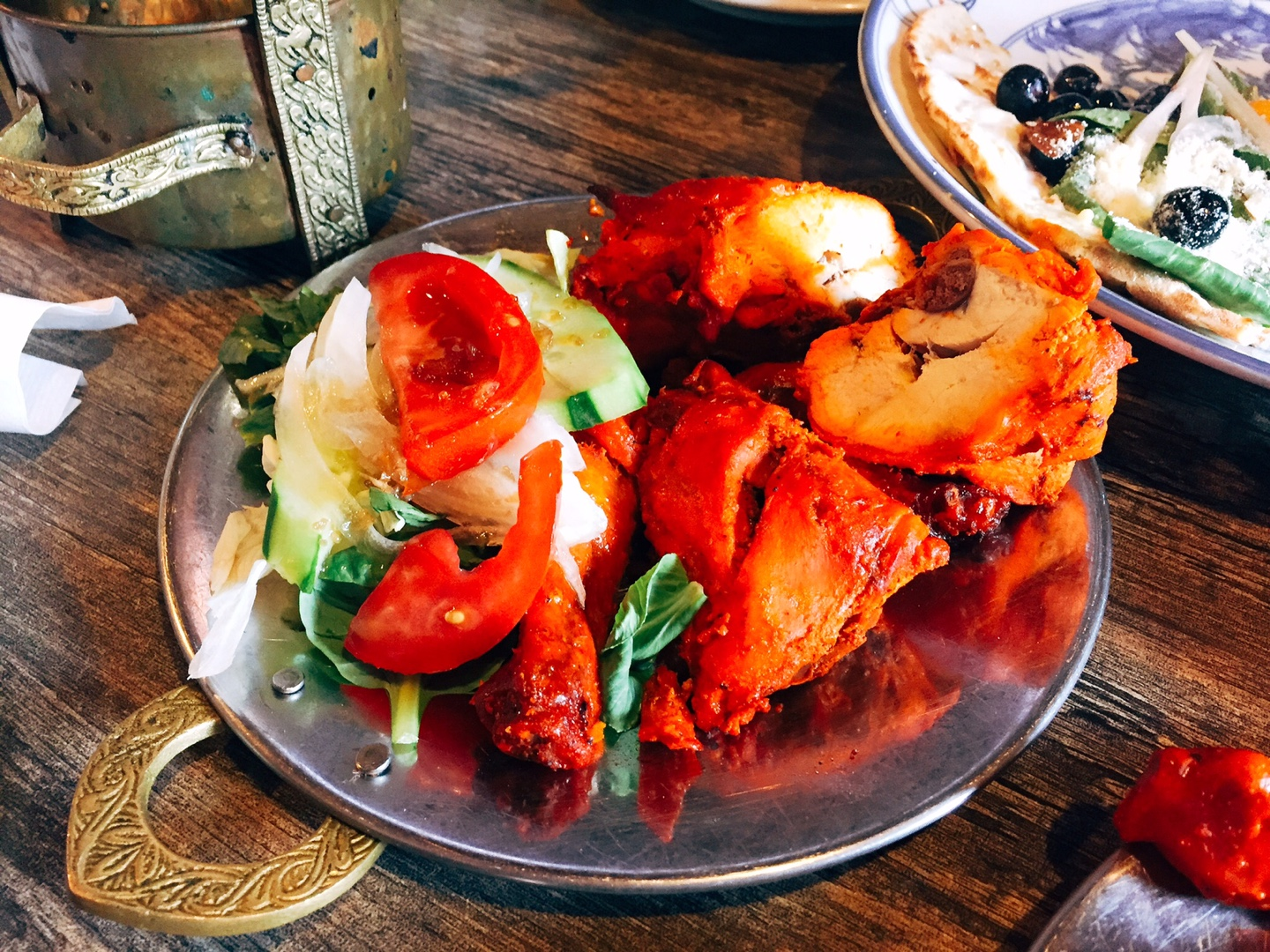
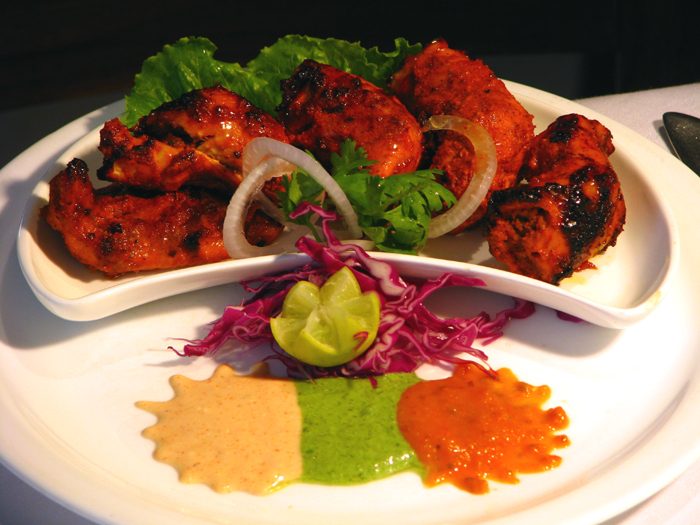

Il fonde son célèbre restaurant Moti Mahal (en) en 1947 dans le quartier du Vieux Delhi de New Delhi (capitale de l'Inde) avec un important succès de ses créations culinaires, avant de développer avec succès, avec ses héritiers, une importante chaîne de restaurant mondiale.

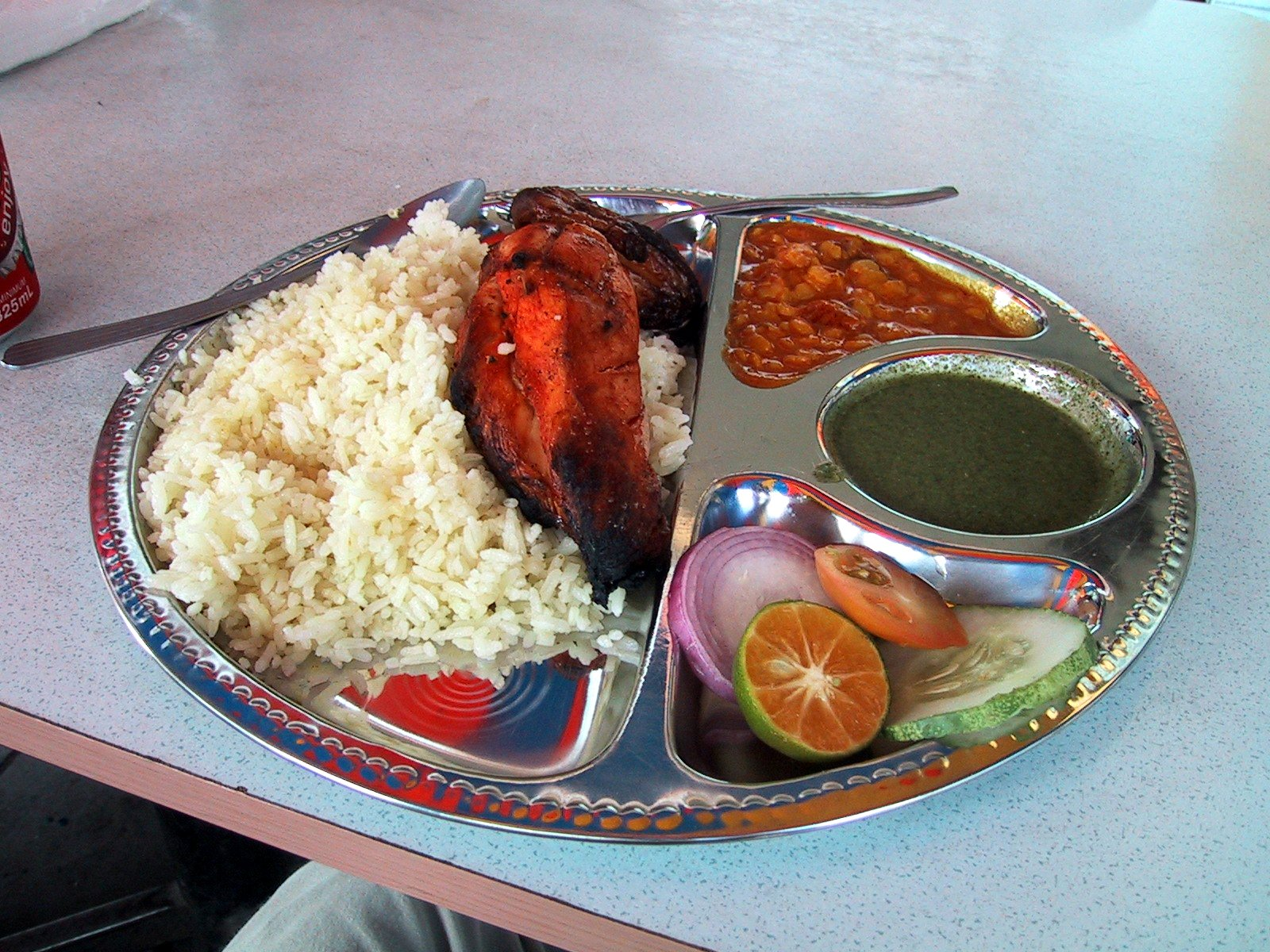
Avec riz, chana masala, chutney de coriandre et crudités.
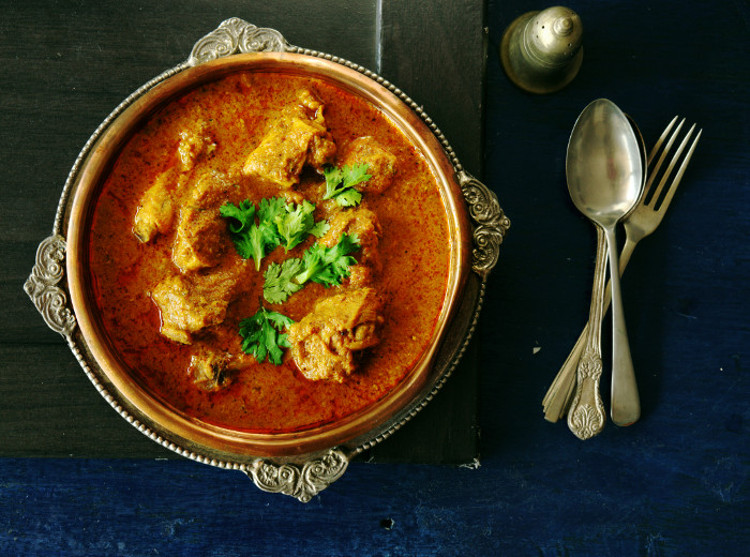
Butter chicken (variante).

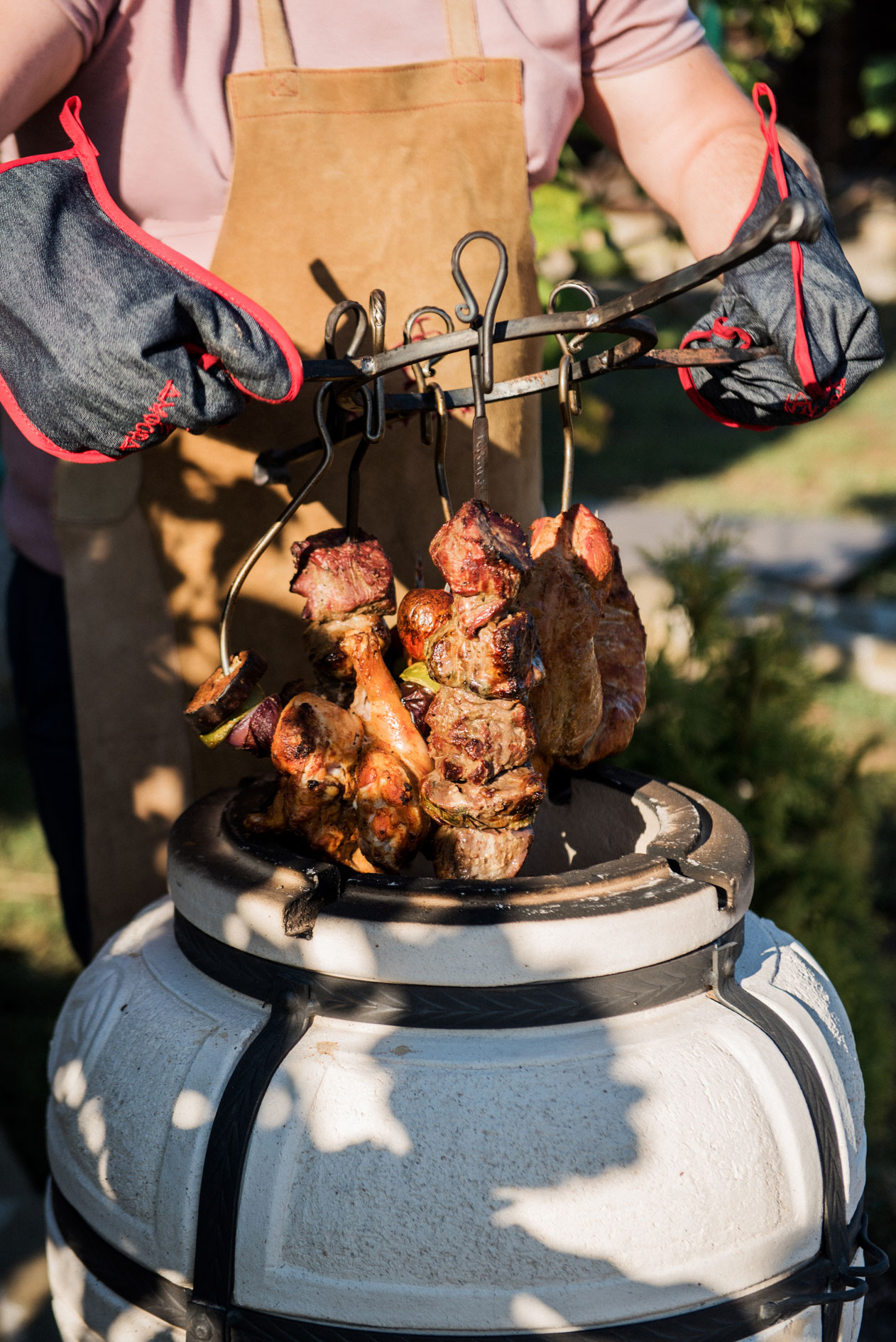
Cuisson tandoori au four tandoor.

## Préparation
Les morceaux de poulet sont badigeonnés dans une sauce-marinade de mélange de yaourt (dahi (en)) et d'épices tandoori masala, à base entre autres de garam masala, cumin, coriandre, paprika, curcuma, piment, ail, gingembre. La couleur rouge typique de ce mets est due au piment kashmiri. Du jus de citron peut être ajouté. Divers variantes sucré-salé-épicé sont possibles avec des ajouts de miel, de raisins secs ou d'abricots secs…
Les morceaux de poulets sont ensuite rôtis à la méthode tandoori, à l'origine dans un four indien traditionnel tandoor, qui peut atteindre des températures très élevées et cuire les aliments rapidement, à haute température, en leur donnant une texture grillée croustillante à l'extérieur, tout en gardant l'intérieur moelleux et juteux.
Cette recette tandoori peut être déclinée avec divers viandes, poissons, ou brochettes… Dans la plupart des restaurants indiens, le poulet tandoori est servi accompagné de citron et d'oignons fraîchement coupés, de riz, de sauces chutney ou raïta, et de pain plat indien naan ou chapati (également cuits traditionnellement en même temps sur les parois du four tandoor). 